# Kémelhárító Szervezet
A Counter Intelligence Corp (CIC) egy második világháborús és korai hidegháborús amerikai hírszerző ügynökség az Egyesült Államok hadseregén belül, amely magas szinten képzett különleges ügynökökből állt. Helyét 1961-ben az US Army Intelligence Corps, 1967-ben pedig az Egyesült Államok Hadseregének Hírszerző Ügynöksége vette át. Feladatait ma az Egyesült Államok Hadseregének Elhárítása látja el. A National Counter Intelligence Corps Association (NCICA) egy veteránszövetség, amelyet közvetlenül a második világháborút követő években hozták létre egykori katonai elhárító ügynökök.

## Története
A CIC a Ralph Van Deman által 1917-ben alapított Hírszerző Rendőrségből származik. Ez a szervezet, amely az USA-ban működött, és a franciaországi amerikai expedíciós haderőhöz csatlakozott, csúcspontján több mint 600 főt számlált. A háború utáni időszakban azonban az izolacionizmus politikája, a katonai kiadások visszaszorítása és a gazdasági válság következtében a létszám az 1930-as évek közepére 20 fő alá csökkent.
Az 1930-as évek végén fenyegető háborús veszély a CIP létszámát visszahozta az első világháborús szintre, az Egyesült Államok 1941 decemberi második világháborúba való belépése pedig még nagyobb kiterjedést és új nevet hozott. 1941. december 13-án a hadsereg vezérkari adjutánsa parancsot adott ki, amelyben a CIP-et 1942. január 1-jétől Counter Intelligence Corps (CIC)néven nevezte át. [1] Új 543 tisztből és 4431 altisztből álló kiegészítést engedélyeztek. Garland H. Williams volt az iskola és a CIC első vezetője. [2] A CIC jogi, rendőri vagy egyéb nyomozói háttérrel rendelkező férfiakat toborzott, és különösen az idegennyelv-tudással rendelkező férfiakat kereste. Különleges CIC-csoportokat hoztak létre a második világháború idején Európában, nagyrészt a Katonai Hírszerző Szolgálat személyzetéből (lásd Ritchie Boys). Ezekből azonban sosem volt elég, és gyakran toboroztak helyi tolmácsokat. [3]
Mivel a legtöbb CIC-ügynök a terepen (valamint a Katonai Hírszerző Szolgálat Európában) csak altiszti rangot kapott – tizedesek és különféle őrmesteri fokozatok –, ők vagy sima ruhát, vagy rangjelvény nélküli egyenruhát viseltek; Az ügynökök a rangjelzések helyett, és hogy ne tekintsék közlegénynek, általában "USA" tiszti gallérjelvényt viseltek. Azt az utasítást kapták, hogy munkájuk megkönnyítése érdekében csak „ügynökként” vagy „különleges ügynökként” azonosítsák magukat. Ezek a gyakorlatok folytatódnak a modern kémelhárító ügynökök körében. [1]
Az Egyesült Államokon belül a CIC a főmarsallal és a Szövetségi Nyomozóirodával (FBI) együttműködve háttér-ellenőrzéseket végzett a minősített anyagokhoz hozzáférő katonáknál, kivizsgálta az esetleges szabotázsokat és felforgatásokat, valamint hűtlenségi vádakat, különösen a japán, olasz vagy német származású amerikaiak ellen. Az FBI-val kötött határmegállapodásban foglalt tilalmak ellenére a CIC végül jelentős erőfeszítéseket fordított a polgári nyomozásokra. Ahogy a The History of the Counter Intelligence Corps 7. kötete kifejti: "A kémkedés és a szabotázs, mivel az ellenség irányította, egynél több személyt érintett. Általában többen voltak abban a láncban, amely az Egyesült Államokban tartózkodó ügynöktől a kivágásokon és futárokon keresztül vissza az ellenséges országig. Ez az elkerülhetetlenül bevont civilek katonai gyanúsítottjaival egy kisebb katonai erőfeszítésbe került, és az ügy összekapcsolódott az FBI-val. Az informátorok hadseregen belüli alkalmazása azonban politikailag ellentmondásossá vált, és a CIC kénytelen volt megnyirbálni tevékenységét. A CIC-t különösen arra utasították, hogy állítsa le belföldi nyomozásait, semmisítse meg nyomozati iratait, és küldje ki ügynökeit tengerentúli színházakba. [1] Ennek a hirtelen és példátlan kiutasításnak az okát soha nem sikerült tisztázni. Az egyik vezető elmélet megfogalmazódott a hadtest hivatalos történetében : „[az események] sebessége nem hagyott kétséget afelől, hogy valaki – esetleg kommunisták, akik még mindig kulcspozíciókat töltöttek be a kormányban – elhatározta, hogy leállítja a CIC nyomozási tevékenységét az Egyesült Államokban”. [2] Egy másik lehetséges magyarázat az, hogy a CIC tévedésből megzavarta Eleanor Roosevelt szállodai szobáját, és ezzel magára vonta az elnök haragját. Mindenesetre a CIC megvédte a nyomozási iratokat, amelyeket oly gondosan felhalmozott. Sayer és Botting szerint (o. 47) „Amikor azt a parancsot kapták, hogy szüntessék be az ismert vagy feltételezett kommunisták ellen folytatott nyomozást, és azonnal semmisítsenek meg minden ilyen személyről szóló aktát, a hadtest kilenc területi parancsnoka közül nyolc megtette azt a figyelemre méltó lépést, hogy megszegte ezt a parancsot”. A hadtest hivatalos története szerint ezek az információk rendkívül értékesnek bizonyultak a kommunizmus ellenőrzésében: "a CIC által 1941 májusa és 1945 szeptembere között a kommunizmusról és annak híveiről szerzett információk nagy szerepet játszottak a kommunizmus ellenőrzésében az Egyesült Államokban azóta is".
A második világháború végén a CIC ügynökei sikeresek voltak a Paperclip hadműveletben, amely német rakétatudósokat szerzett az Egyesült Államok számára, mielőtt a szovjetek elfoglalták őket. Ez az akció hozzájárult az amerikai rakétafejlesztési program sikeréhez és az ebből eredő űrbeli kalandhoz. A CIC aktívan folytatta a kémelhárítási tevékenységet a hidegháborúban, a koreai háborúban és a vietnami háborúban
A háború után Nyugat-Németországban a CIC irányította az úgynevezett "Boldogság Projektet", amely egykori Gestapo- és SD- tagokat akart informátorként toborozni, hogy beszivárogjanak a keletnémet kommunista pártokba, például a SED-be és a KPD-be.
A közvetlenül a háború utáni időszakban a CIC a megszállt országokban, különösen Japánban, Németországban és Ausztriában működött a feketepiac ellen, valamint az előző rezsim nevezetes tagjainak felkutatásával és letartóztatásával. A leszerelés problémája ellenére, mivel sok tapasztalt ügynök tért vissza a polgári életbe, a CIC az amerikai megszállási övezetek vezető hírszerző szervezetévé vált, és nagyon hamar új ellenséggel találta szemben magát a kibontakozó hidegháborúban.
A koreai háború kitörése 1950 júniusában azt jelentette, hogy a CIC ismét katonai konfliktusba keveredett, és jelentős terjeszkedésen ment keresztül. Ez azonban a CIC utolsó esélye arra, hogy élvezze a forrásokat és az újoncokat.
Amikor az 1960-as években az Egyesült Államok hadseregében szolgált, Christopher H. Pyle megtudta, hogy "a hadsereg hírszerzésének 1500 sima ruházati ügynöke volt, akik minden 20 fős vagy több fős demonstrációt figyeltek az Egyesült Államokban". Pyle nyilvánosságra hozatala a kongresszusi nyomozásokhoz és a hadsereg nyomozási túlkapásainak tekintett szigorításhoz vezetett. Ezzel véget is ért a szószólók szerint a elhárítás hatékonyságának csúcspontja: "A rendzavarás tetőpontján a CIC ügynöke 20 perc alatt jelentést kapott az utcáról a Fort Holabird főhadiszállására, gyakorlatilag az Egyesült Államok bármely városából, másodpercekkel vagy rövid percekkel később a jelentés a Pentagon alsó pincéjében lévő Műveleti Központban volt". [1]

## Polgári szolgálat a NATO-n belül
A NATO-n belül működik a Polgári Hírszerzési Bizottság (CIC), amely a polgári hírszerzéssel kapcsolatos kérdésekkel foglalkozik. A CIC feladata, hogy jelentést tegyen az Észak-atlanti Tanácsnak, valamint tanácsot adjon a NATO-t érintő kémkedési, terrorista vagy ehhez kapcsolódó fenyegetések kérdésében. A bizottságban minden NATO-tagországot a saját biztonsági és hírszerző szolgálatai képviselnek, így Magyarországon is. Ez már önmagában kizárja, hogy egy szövetségi rendszeren belül valamelyik tagállam titkosszolgálata elszigetelődjön és ne jusson információkhoz.

## Magyar vonatkozása
Regős Ottó 1951. október 4-én Ausztriába szökött, Bécsben beszervezte az amerikai titkosszolgálat (CIC). Részükre gazdasági és katonai adatokat szolgáltatott volt munkahelyéről, a Vasútépítő Vállalatról, majd arra is vállalkozott, hogy illegálisan visszatér Magyarországra és a külföldi kémszervezett számára kémtevékenységet folytat és erre másokat is beszervez. 1952 nyarán egy Salzburg melletti táborban kiképzésben részesült. 1952 szeptemberében kiképzői Trieszten keresztül elkísérték az olasz-jugoszláv határig. Jugoszlávián keresztül kellett volna Magyarországra visszatérnie. Szeptember 20-án, a jugoszláv-magyar határ átlépésekor azonban a magyar határőrizeti szervek elfogták és előzetes letartóztatásba helyezték.
Regős Ottó 1951. október 4-én a sógora, Szigeti Endre segítségével szökött Ausztriába.
Szigeti Endre a Béke nevű folyami teherszállító hajó embercsempészettel is foglalkozó kapitánya volt, és a kabinjában kialakított rejtekhelyen elbújtatta Regős Ottót, aki így az ellenőrzést kijátszva elhagyta az országot.A hajóból Hainburgban szállt ki, Bécsben pedig jelentkezett a bécsi CIC-központban (Counter Intelligence Corps), ahol menedéket kért. 1952. január 7-én Welsbe vitték, ahol az ottani CIC kihallgatta a magyarországi helyzetről. 1952 végén a welsi 1001-es lágerbe került, majd 1952. július 5-én Salzburgban beszervezték kémtevékenység folytatására. 1952. augusztus 23-áig tartott a kiképzése, szeptember 14-én pedig egy amerikai repülőgépen Triesztbe utazott, ahol azt a feladatot kapta, hogy térjen vissza Magyarországra és építsen ki kapcsolatokat, szervezzen be ügynököket. A megbízói elkísérték a magyar határra, ahol 1952. szeptember 16-án Regős Ottó egy háromméteres deszka segítségével átúszta a Drávát, és három napig a magyar műszaki zár közelében várta az átszökésre alkalmas pillanatot.Szeptember 19-én 20 óra körül a pécsi határőr-kerület szentborbási őrsének közelében drótvágóval átvágta a kerítést, átmászott a drótakadályon, a nyomsávon pedig hátrafelé haladva ment keresztül. Az éjszakát a közelben elbújva töltötte, másnap hajnalban továbbindult, másfél-két órát gyalogolt, majd a magyar határőrök észrevették és letartóztatták. Elfogásakor megsérült, egy ideig a Mosonyi utcai kórházban ápolták.
A Budapesti Megyei Bíróság 1953. február 10-én hozott ítéletében folytatólagosan elkövetett kémkedés, kémkedésre vállalkozás és kétrendbeli tiltott határátlépés bűntette miatt halálra és teljes vagyonelkobzásra ítélte. A Magyar Népköztársaság Legfelsőbb Bírósága 1953. április 13-án a fő- és a mellékbüntetésre vonatkozó ítéletet helybenhagyta.
Regős Ottót 1953. május 29-én kivégezték."

## Fordítás
Ez a szócikk részben vagy egészben  a   Counterintelligence Corps című angol Wikipédia-szócikk ezen változatának fordításán alapul.  Az eredeti cikk szerkesztőit annak laptörténete sorolja fel. Ez a jelzés csupán a megfogalmazás eredetét és a szerzői jogokat jelzi, nem szolgál a cikkben szereplő információk forrásmegjelöléseként.